# 諏訪光二
諏訪 光二（すわ こうじ、1968年7月3日 - ）は、日本の写真家。血液型はA型。
東京都生まれ。日本大学藝術学部写真学科中退。各種雑メディアでの作品発表、各種写真教室講師などを行う。主に自然写真をモチーフとし、銀塩、デジタル双方の作品を発表している。モノクロファインプリントの制作を行い、オリジナルプリントを販売する写流プロジェクトも設立している（2014年終了）。2001年よりカメラグランプリ選考委員。
LIGHT PARTY代表。キヤノンEOS学園講師。京都芸術大学講師。SAMURAI FOTO会員。EIZO ClorEdgeグローバルアンバサダー。

## 作品展
- 「UNIT GRAY」（1988年: 東京・目黒PAXギャラリー）
- 「自然のファイル」（1989年: 東京・銀座キヤノンサロン）
- 「『デジカメ6人衆』合同作品展」（1999年: 東京・オリンパスギャラリー）
- 「3人の写真家によるデジタルカメラ作品展」（1999年: 東京・オリンパスギャラリー）
- 「或る自然」2人展（2000年: 東京・オリンパスギャラリー）
- APA(日本広告写真家協会）新鋭展 （2006年: 全国: 富士フォトサロン）

## メディア出演
専門誌等での出演やイベント出演は数多いが、TV、ラジオ、ビデオ等の出演も多い。各種メディアでの出演履歴をリストする。
- キヤノンビデオライブラリー「New EOSKissの使い方」出演（キヤノン販売株式会社、1998年）
- 「デジタルカメラオブザイヤー」出演 （旅チャンネル、1999年）
- キヤノンクイックガイドビデオ「EOS 10D 早わかりビデオ講座」出演（キヤノン販売株式会社、2003年）
- クリステル・チアリ「DO YOUR STURDAY!」出演　（FM　J-WAVE、2003年）
- 日刊「日本経済新聞」 3月　インタビュー出演　（日本経済新聞社、2003年）
- 日刊「日経産業新聞」 6月7日号　インタビュー出演　（日本経済新聞社、2005年）
- 日刊「東京新聞」「中日新聞」9月24日夕刊　作品掲載　（中日新聞社、2005年）
- 「写真家たちの日本紀行」3月20日放映回 出演（BSジャパン、2010年）
- 「写真家たちの日本紀行」3月27日放映回 出演（BSジャパン、2010年）
- ジャガー・ランドローバー・ジャパン株式会社 RANGE ROVER VOGUE キャンペーンTV CM 出演 （2010年）
- 写真家/諏訪・並木・広田の「楽しんだモン勝ち！」出演 （CHANNEL LIGHT PARTY 2010年〜2020年）
- SUWA CHANNEL公開中（2020年〜）

## 書籍
- 『Go! Go!! PhotoDeluxe1.0 fro Windows』（ジャパン・ミックス株式会社、1997年）
- 『Go! Go!! PhotoDeluxe2.0 fro Macintosh』（ジャパン・ミックス株式会社、1998年）
- 『Go! Go!! PhotoDeluxe2.0 fro Windows』（ジャパン・ミックス株式会社、1998年）
- 『正しいWebページ画像の作り方』（ジャパン・ミックス株式会社、1998年）
- 『すぐにできるAdobePhotoDeluxe4.0 for Windows』（株式会社ソーテック社、2000年）